# Drimia maura
Drimia maura är en sparrisväxtart som först beskrevs av René Charles Maire, och fick sitt nu gällande namn av John Charles Manning och Peter Goldblatt. Drimia maura ingår i släktet Drimia och familjen sparrisväxter.
Artens utbredningsområde är Marocko. Inga underarter finns listade i Catalogue of Life.